# Anthème V de Constantinople
Pour les articles homonymes, voir Anthème.
Anthème V de Constantinople (en grec : Άνθιμος Ε΄) fut patriarche de Constantinople du 6 mai 1841 au 12 juin 1842.